# Robert Sacre
Robert Sacre é um jogador de basquetebol profissional que atualmente joga no Los Angeles Lakers da NBA. Sacre possui tanto a nacionalidade americana quanto a canadense, e defende a Seleção de Basquete do Canadá. Depois de ter jogado pela Universidade de Gonzaga, no Bulldogs, Robert Sacre foi escolhido na última escolha do 2012 NBA Draft pelo Los Angeles Lakers.

## Vida Pessoal
Robert Sacre nasceu em Baton Rouge, no estado da Luisiana, nos Estados Unidos. Ele é filho do ex-jogador profissional de futebol americano Greg LaFleur, e da ex-jogadora de basquete universitário Leslie Sacre. Sua mãe era canadense e vivia no Estados Unidos, mas decidiu voltar a morar no Canadá quando Sacre tinha sete anos de idade. Eles passaram a viver em North Vancouver, na província da Colúmbia Britânica.

## Carreira Colegial
Sacre foi um dos melhores jogadores de basquete do High School canadense (o equivalente ao Ensino Médio brasileiro). No seu ano de júnior, liderou a Handsworth Secondary School para o título estadual do Campeonato da Colúmbia Britânica. Ele foi nomeado o melhor jogador da final após marcar 17 pontos, pegar 12 rebotes e distribuir 4 tocos. No mesmo ano, ele foi convidado para jogar pela Seleção Canadense Júnior de Basquete nos Global Games de 2005 e para as eliminatórias do Campeonato Mundial de 2006. No seu ano de sênior, Sacre teve médias de 25 pontos, 12 rebotes e 4.5 tocos por jogo.

## Carreira Universitária
Robert Sacre foi convidado para jogar a primeira divisão do basquete universitário dos Estados Unidos pelo time da Universidade de Gonzaga, o Bulldogs. Na sua primeira temporada, em 2007-08, ele era reserva, e acabou tento pouco espaço no time, ficando com médias de apenas 9 minutos por jogo.
Logo no início da temporada 2008-09, Sacre acabou tendo uma grave lesão. Ele quebrou o pé e perdeu toda a temporada.
Sacre voltou mais forte para a temporada 2009-10, conseguindo médias de 10.3 pontos, 5.4 rebotes e 1.9 tocos por jogo, tornando-se assim, o pivô titular do Gonzaga Bulldogs.
Em 2012, Sacre encerrou a sua carreira universitária com 1270 pontos. Ele também conseguiu 679 rebotes e dar 186 tocos, o que proporcionou a ele a segunda maior marca de tocos e a sétima maior de rebotes em toda a história do Gonzaga Bulldogs.

## Carreira Profissional

### Los Angeles Lakers (2012-Presente)
No dia 28 de junho de 2012, o Los Angeles Lakers selecionou Robert Sacre como a última escolha (60ª) do NBA 2012 Draft. Ele participou da Liga de Verão da NBA (Summer League) e no dia 7 de setembro de 2012, assinou o seu primeiro contrato profissional, com duração de um ano no valor de 470 mil dólares. Ele fez a sua estreia oficial no dia 31 de outubro de 2012, na derrota para o Portland Trail Blazers por 116 a 106, porém, atuou apenas 49 segundos. No dia 4 de novembro de 2012, ele fez os seus primeiros pontos como profissional, na vitória sobre o Detroit Pistons. Durante a sua temporada de novato, ele foi enviado várias vezes para o Los Angeles D-Fenders, time da liga de desenvolvimento da NBA (D-League) que é afiliado ao Lakers.
Sacre fez a sua estreia como titular no dia 8 de janeiro de 2013 contra o Houston Rockets, terminando a partida com 10 pontos, 3 rebotes e 4 tocos na derrota por 125 a 112. Sacre ganhou a simpatia dos torcedores do Lakers pelo seu carisma. Ficou muito conhecido pelas sua comemorações extravagantes quando está no banco, tentando apoiar os seus companheiros. Parte dessas comemorações é inspirada no personagem de cartoon da Looney Tunes, Yosemite Sam, conhecido no Brasil como Eufrazino Puxa-Briga.
No dia 10 de julho de 2013, Robert Sacre assinou um novo contrato com o Los Angeles Lakers. Dessa vez, o contrato era de 3 anos com um valor estipulado a pouco mais de 2,5 milhões de dólares.
Ele participou de uma das situações mais curiosas da últimos anos na NBA. No dia 5 de fevereiro, o Lakers foi para o jogo com apenas 8 jogadores. Porém, ao decorrer da partida, Nick Young e Jordan Farmar se machucaram e Chris Kaman já tinha sido expulso por ter ultrapassado o limite de faltas. No final da partida, Robert Sacre também estourou o limite de faltas. Pela regra, ele deveria ser substituído por outro jogador, mas não tinha nenhum a disposição, e aconteceu algo raríssimo no basquete. Ele permaneceu em quadra mesmo após ter feito a sexta falta individual. Se qualquer jogador do Lakers fizesse uma falta aquela altura, o time adversário teria direito a um lance livre de graça, sendo que qualquer jogador poderia cobra-lo. Pelas regras da FIBA, Sacre deveria sair do jogo e o Lakers jogaria com 4 jogadores ao invés de 5, porém, existem algumas diferença entre a regra da NBA e a da Federação Internacional de Basquete.

## Estatísticas

### Faculdade
| Ano     | Equipe  | PR  | PT  | MP   | %CP  | %C3   | %LL  | RP  | AP  | RoP | TP  | PP   |
| ------- | ------- | --- | --- | ---- | ---- | ----- | ---- | --- | --- | --- | --- | ---- |
| 2007–08 | Gonzaga | 28  | 10  | 9.6  | .444 | .000  | .634 | 1.9 | .3  | .3  | .2  | 2.9  |
| 2008–09 | Gonzaga | 5   | 0   | 8.8  | .714 | .000  | .625 | 2.8 | .0  | .2  | .4  | 3.0  |
| 2009–10 | Gonzaga | 34  | 33  | 25.2 | .526 | 1.000 | .629 | 5.4 | .6  | .7  | 1.9 | 10.3 |
| 2010–11 | Gonzaga | 35  | 35  | 25.9 | .488 | .000  | .823 | 6.3 | 1.1 | .8  | 1.9 | 12.5 |
| 2011–12 | Gonzaga | 33  | 33  | 26.3 | .511 | .000  | .761 | 6.3 | .7  | .4  | 1.4 | 11.6 |
| Career  |         | 135 | 111 | 21.8 | .503 | .250  | .734 | 5.0 | .7  | .5  | 1.4 | 9.4  |

### Estatísticas na NBA

#### Temporada Regular
| Ano      | Equipe             | PR  | PT | MP   | %CP  | %C3  | %LL  | RP  | AP  | RoP | TP  | PP  |
| -------- | ------------------ | --- | -- | ---- | ---- | ---- | ---- | --- | --- | --- | --- | --- |
| 2012-13  | Los Angeles Lakers | 32  | 3  | 6.3  | .375 | .000 | .636 | 1.1 | .2  | .0  | 0.3 | 1.3 |
| 2013-14  | Los Angeles Lakers | 65  | 13 | 16.8 | .477 | .000 | .681 | 3.9 | 0.8 | 0.4 | 0.7 | 5.4 |
| 2014-15  | Los Angeles Lakers | 67  | 18 | 16,9 | .412 | .000 | .671 | 3.5 | 0.8 | 0.4 | 0.6 | 4.6 |
| Carreira |                    | 164 | 34 | 14.8 | .439 | .000 | .674 | 3.2 | 0.7 | 0.3 | 0.6 | 4.3 |

#### Playoffs
| Ano      | Equipe             | PR | PT | MP  | %CP  | %C3  | %LL  | RP  | AP  | RoP | TP  | PP  |
| -------- | ------------------ | -- | -- | --- | ---- | ---- | ---- | --- | --- | --- | --- | --- |
| 2012-13  | Los Angeles Lakers | 2  | 0  | 2.0 | .000 | .000 | .000 | 1.0 | 0.0 | 0.5 | 0.0 | 0.0 |
| Carreira |                    | 2  | 0  | 2.0 | .000 | .000 | .000 | 1.0 | 0.0 | 0.5 | 0.0 | 0.0 |